# جین تتلاک
جین فرنسیس تتلاک (انگلیسی: Jean Frances Tatlock؛ ۲۱ فوریهٔ ۱۹۱۴ – ۴ ژانویه ۱۹۴۴) روان‌پزشک آمریکایی بود. او عضو حزب کمونیست ایالات متحده آمریکا و گزارشگر و نویسندهٔ نشریهٔ وسترن ورکر متعلق به این حزب بود. او همچنین بابت رابطهٔ عاشقانه‌اش با جی. رابرت اوپنهایمر، مدیر آزمایشگاه لوس آلاموسِ پروژهٔ منهتن در طول جنگ جهانی دوم شناخته شده‌است.
تتلاک فارغ‌التحصیل کالج واسر و دانشکدهٔ پزشکی دانشگاه استنفورد بود و در آن‌جا به تحصیل پرداخت تا روان‌پزشک شود. او در سال ۱۹۳۶ که دانشجوی کارشناسی ارشد در استنفورد بود و اوپنهایمر استاد فیزیک در دانشگاه کالیفرنیا، برکلی بود، با اوپنهایمر ملاقات کرد. در نتیجهٔ رابطهٔ آن‌ها و عضویت در حزب کمونیست، تتلاک توسط اف‌بی‌ای تحت نظر قرار گرفت و تلفن او شنود شد. او به افسردگی بالینی مبتلا بود و در ژانویهٔ ۱۹۴۴ با انجام خودکشی درگذشت.

## در فرهنگ مردمی
تتلاک به‌وسیلهٔ کیت هارپر در مینی‌سریال تلویزیونی سال ۱۹۸۰، اوپنهایمر به تصویر کشیده شد. همچنین نقش او را ناتاشا ریچاردسون در فیلم مرد چاق و پسر کوچک (۱۹۸۹) و فلورنس پیو در فیلم اوپنهایمرِ کریستوفر نولان (۲۰۲۳) ایفا کرده‌است.